# Ronda (guardia)
Per ronda si intende un'attività ispettiva di guardia e di ispezione compiuta su una zona determinata da una o più persone.

## Storia
Il termine nasce nel XVI secolo, e deriva dal latino rotundus, rotondo, ad indicare il percorso circolare o comunque chiuso compiuto dalle ronde. Nell'età antica e nel medioevo anche negli edifici costruiti a scopo difensivo-militare venivano compiute ronde, e per questo l'architettura stessa di castelli e fortilizi prevedeva l'esistenza di stretti camminamenti protetti per le ronde delle guardie e delle sentinelle. Ma venivano definite ronde anche quelle effettuate su percorsi rigidi e circolari, come ad esempio dai detenuti nell'ora d'aria.
Oggi però il termine viene utilizzato anche in relazione all'attività svolta dagli addetti nell'ambito della vigilanza privata, anche effettuata da privati cittadini.

## Caratteristiche
Generalmente sono attività compiute da membri delle forze armate o da forze di polizia, per controllare e presidiare aree sensibili nel primo caso, nell'ambito di presidio del territorio nel secondo.
Esse generalmente consistono in un pattugliamento estrinsecantesi nell'osservazione e nella perlustrazione, al fine del mantenimento dell'ordine pubblico e/o a tutela di beni, sia mobili che immobili.

## Nel mondo

### In Italia
Nell'ambito delle forze armate italiane, si definiva "ronda" una pattuglia di militari, in genere tre, guidati da un graduato o sottufficiale, che girava per una città nelle ore serali al fine di controllare che i soldati in circolazione fossero regolarmente in libera uscita e si comportassero correttamente.
Dopo la sospensione delle chiamate al servizio militare di leva in Italia, il termine è divenuto familiare in un'accezione più ristretta negli anni 2000. Il decreto Maroni del 2009 in particolare previde la possibilità da parte di privati cittadini di organizzare dei servizi di perlustrazione del territorio, definite genericamente dal decreto associazioni di osservatori volontari.

## Utilizzo del termine in altri contesti

### Musica
Alcune opere chiamate ronde sono spesso assimilabili a delle marce, con lo stesso processo che per analogia porta dalla marcia militare al ritmo di marcia in musica.

### Letteratura
George Orwell accenna alle ronde operaie in Omaggio alla Catalogna, ricordando la guerra civile spagnola come testimone attivo di quegli anni turbolenti: per Orwell, le ronde operaie furono sostituite dalle forze di polizia con lo scemare dell'entusiasmo rivoluzionario, con la conseguente riapertura degli spettacoli di cabaret e dei bordelli di lusso, gran parte dei quali erano stati chiusi dalle ronde stesse.